# Prawo Lamberta-Beera
Prawo Lamberta-Beera (prawo Bouguera-Lamberta-Beera, prawo Beera-Lamberta-Bouguera-Waltera) – opisuje pochłanianie promieniowania elektromagnetycznego przy przechodzeniu przez częściowo absorbujący i rozpraszający ośrodek.

## Historia
Prawo Lamberta-Beera jest wynikiem połączenia dwóch prostszych praw optyki, prawa Bouguera i prawa Beera. Historycznie jako pierwszy łączne prawo podał Pierre Bouguer w 1729 r. Było ono jednak podane w postaci opisowej i nie zostało dostrzeżone przez innych uczonych. Johann Heinrich Lambert podał w 1760 r. prostą zależność między absorbancją i grubością ciała pochłaniającego światło, natomiast August Beer podał w roku 1852 prostą zależność między absorbancją i stężeniem, a następnie połączył swoje prawo z prawem Bouguera do obecnie znanej postaci prawa Lamberta-Beera. O ile jednak prawo Bouguera jest spełnione ściśle, o tyle prawo Lamberta-Beera ma charakter przybliżony, ponieważ współczynnik proporcjonalności może zmieniać się wraz ze zmianą stężenia roztworu. Odchylenia wynikać mogą również z naruszenia równowagi termodynamicznej substancji lub zmiany stosunku liczby elektronów w stanie podstawowym do ogólnej liczby elektronów.

## Postać prawa i definicja
W ogólnym przypadku prawo to głosi, że absorbancja jest wprost proporcjonalna do stężenia {\displaystyle c} i grubości warstwy {\displaystyle l} roztworu, przez który przechodzi promieniowanie:
{\displaystyle A=kcl}
gdzie:
- {\displaystyle A} – absorbancja
- {\displaystyle k} – stała proporcjonalności (współczynnik pochłaniania promieniowania, często nazywany współczynnikiem absorpcji)
- {\displaystyle c} – stężenie substancji w roztworze
- {\displaystyle l} – grubość warstwy absorbującej (droga jaką pokonuje promieniowanie przechodząc przez roztwór)

W przypadku gdy stężenie substancji {\displaystyle c} wyrażone jest:
- jako stężenie molowe w mol/dm³, wówczas stałą proporcjonalności {\displaystyle k} wyraża się symbolem {\displaystyle \varepsilon }, który jest określany molowym współczynnikiem absorpcji. {\displaystyle \varepsilon } przyjmuje wówczas wymiar dm3·mol−1·cm−1, a prawo Lamberta-Beera ma postać:

{\displaystyle {\begin{matrix}A=\varepsilon lc\end{matrix}}}
- stężeniem masowym w g·dm−3, to stałą proporcjonalności {\displaystyle k} opisuje się symbolem {\displaystyle \alpha } i który definiuje się jako współczynnik absorpcji właściwej (często spotykanymi nazwami są również współczynnik masowy absorpcji właściwej oraz masowy współczynnik absorpcji) mający wymiar dm3·g−1·cm−1. Prawo Lamberta-Beera opisuje się wówczas zależnością:

{\displaystyle {\begin{matrix}A=\alpha lc\end{matrix}}}

## Odstępstwa od prawa Lamberta-Beera
Prawo Lamberta-Beera jest spełnione dla wiązki promieniowania
- monochromatycznego,
- skolimowanego.

Ze względu na to nie jest poprawnym mówić o odstępstwach od prawa, gdyż prawo jest określone dla pewnych warunków. Jednakże gdy warunki te nie są spełnione obserwujemy nieliniowe zależności pomiędzy absorbancją a stężeniem. Zależności te mogą mieć charakter zarówno chemiczny, jak i fizyczny. Charakter chemiczny obserwowany jest, gdy cząsteczki substancji lub rozpuszczalnika bezpośrednio ze sobą oddziałują w wyniku na przykład solwatacji lub dysocjacji. Najważniejszym fizycznym czynnikiem wpływającym na nieliniowość zjawiska jest polichromatyczność (wielobarwność) przechodzącego promieniowania. W praktyce niemożliwe jest osiągnięcie wiązki monochromatycznej przez rozszczepienie pryzmatem ze względu na limit dyfrakcyjny szczeliny monochromatora.